# Жілберту Кассаб
Жілберту Кассаб (порт. Gilberto Kassab, народився 12 серпня 1960, Сан-Паулу, Бразилія) — бразильський політик, мер Сан-Паулу (2006—2013). За освітою інженер-будівельник та економіст, ліванського походження, член партії Демократів (DEM). Він зайням посаду мера після відставки Жозе Серри, коли той вирішив балотуватися в губернатори штату Сан-Паулу.

## Політична кар'єра
- 1993- 1994: Депутат міської ради Сан-Паулу
- 1995- 1998: Депутат парламенту штату Сан-Паулу
- 1998- 2004: Депутат парламенту Бразилії
- 2004- 2006: Віце-мер Сан-Паулу
- 2006- 2013 : Мер Сан-Паулу (переобраний 26 жовтня 2008 року на чотирьохрічний термін)